# Blue Breaker: Ken yori mo Hohoemi o
Blue Breaker: Ken yori mo Hohoemi o (ブルーブレイカー ～剣よりも微笑みを～) est un RPG japonais et jeu de drague développé par HuneX (en). Blue Breaker est publié exclusivement au Japon sur PC-FX le 27 septembre 1996. Blue Breaker est ensuite porté sur Sega Saturn le 27 novembre 1997 et sur PlayStation le 25 décembre 1997. La version PlayStation est publiée sous le titre de Blue Breaker: Egao no Yakusoku (ブルーブレイカー 〜笑顔の約束〜).

## Contenu
Blue Breaker est un RPG classique, les combats se déclenchent lorsque le personnage explore une zone et l'écran en combat affiche le nombre de point de vie du personnage et sa magie. Le gameplay se compose de combats automatisés, le joueur dispose d'un menu qui lui permet de donner des ordres aux membres du groupe, l'équipe se constitue de trois personnages,. Les actions sont représentées par des icônes : une épée pour attaquer, un bouclier pour défendre ou diverses icônes pour se soigner ou encore pour abandonner le combat,. Une fois le combat gagné, le joueur remporte de l'expérience et de l'or. Un compteur est affiché au bas de l'écran, il indique la distance parcourue sur la carte,.
Le joueur contrôle Kain, personnage principal dont le but est d'arrêter Dark Load, le seigneur du Mal qui menace la paix à travers le pays,. Kain est également en quête d'amour, il parcourt tout le pays pour trouver une épouse. Kain est accompagné dans son aventure par son amie d'enfance, Asha. Lorsque le joueur commence une nouvelle partie, il a le choix entre six protecteurs, selon la réponse qu'il donne, ses attributs d'état et le type de magie seront fixés pour la partie. Chaque protecteur a son élément (lumière, feu, eau, vent, terre, ténèbres).
Le jeu se concentre beaucoup sur les cinématiques et les dialogues entre les personnages. Chaque personnage féminin de Blue Breaker peut rejoindre le groupe sous certaines conditions, elles possèdent également leur propre caractéristique au combat,,. En plus du personnage de Asha, Sarge, Yarm, Naruta, Hammune, Maya et Turner sont les personnages féminins qui composent le casting de l'aventure,. Le comportement de ces personnages varient selon les actions du joueur, si elles reçoivent trop d'ordres ou si le joueur les laisse mourir par exemple, cela aura un impact négatif. Pour que les relations affectives soient impactées positivement, le joueur doit passer par la communication, élément de gameplay directement affiché dans le menu, et parler le plus souvent possible aux personnages féminins dans les guildes,.